# 戸板優衣
戸板 優衣（といた ゆい、8月31日 - ）は、日本の女性声優。岡山県出身。アップアンドアップス所属。

## 来歴
アミューズメントメディア総合学院出身。
2014年5月から2015年9月まで声優ユニット「パラぷリュイ」に所属、同年10月以降は夏怜とのユニット「かれっと」でも活動。

## 出演

### テレビアニメ
- 恐竜少女ガウ子（2017年、カナ）

### Webアニメ
- 恐竜少女ガウ子（2019年、カナ）

### ゲーム
時期不明
- アイコレ（日々野楠葉）
- プリンセスフィールド（鳴石久遠、瀬曽風華、木屋久理舞子、釈留紗）

2015年
- かんぱに☆ガールズ（エマ・ナイトレイ、ミア・フェアクロフ、マイヤ・テラスト）
- リング☆ドリーム（円丈美和、兎角はねる）
- Soul Clash（傀儡師キャロライン）
- メタルサーガ 〜荒野の方舟〜（無邪気女性ボイス、他）
- モンスター娘のいる日常オンライン（ハニー、ウェア、ルーイ、アーシア）

2017年
- 東京放課後サモナーズ（シトリー、ハーロット、イバラキ(女)、メリュジーヌ）
- ヘルプ!!!恋が丘学園おたすけ部（七々扇茉莉）
- 千の刃濤、桃花染の皇姫（鴇田奏海）

2018年
- 都立水商!（楊紅花、中川花）
- ルナ・クロニクルR（エラ、へティア）
- 23/7（武田信玄、シャルル7世）
- ドラゴニアンサーガ（女主人公、シア、アイリーン）
- マーダーメイデン（来栖凛）

2019年
- ガーディアン・プロジェクト（伊勢、ウィンスロー）

2020年
- ライブ・ア・ヒーロー!（主人公〈ボイス4〉、フラミー、カラスキ、アンナ）
- イリュージョンコネクト（キキ、上泉蛍、アリス）

2021年
- バースセイバー（アメイジングレディ、クールレディA、チアフルレディB）

2023年
- Fate/Samurai Remnant（女 子供 活発）

2024年
- 箱庭開拓 ハムスターと太陽の里

### ドラマCD
- 高橋さんが聞いている。（2015年、女子高生）
- 下北沢南高等学校放送文化部（2016年、栗平ひとみ）
- 恐竜少女ガウ子（2016年、カナ）
- Fate/Prototype 蒼銀のフラグメンツ Drama CD & Original Soundtrack（2018年 - 2019年）
- ドリームハンター麗夢 首無しライダーVS首無し武者（2018年）

### ラジオ
※はインターネット配信。
- 「松井菜桜子Presents 705R-FM」内『といにゃんの恋する百人一首』（2016年 - 2018年、楽天FM※）

### ナレーション
- アニメイト TVCM
- パズプリ
- フォトパッチン
- ユニパッチン
- ビーライン TVCM

### 映画
- ジョーカーゲーム 脱出（2013年、新入生[18]）

### 舞台
- STORIES（2016年）

### その他
- プラネタリウムアニメ『クレヨンしんちゃん 星空と学校の七不思議だゾ！』（2018年）